# Контреглиз
Контреглиз (фр. Contréglise) насеље је и општина у источној Француској у региону Франш-Конте, у департману Горња Саона која припада префектури Везул.
По подацима из 2011. године у општини је живело 120 становника, а густина насељености је износила 12,49 становника/km². Општина се простире на површини од 9,61 km². Налази се на средњој надморској висини од 224 метара (максималној 348 m, а минималној 223 m).

## Демографија
| 1962. | 1968. | 1975. | 1982. | 1990. | 1999. | 2011. |
| ----- | ----- | ----- | ----- | ----- | ----- | ----- |
| 86    | 118   | 105   | 110   | 121   | 124   | 120   |

График промене броја становника у току последњих година